# Maison Saint-Gabriel
O Maison-Musée Saint-Gabriel ou Museu Casa São Gabriel está localizado em Montreal, Quebec tem como objetivo conservar a história e artefatos dos colonizadores de Nova França em meados do século XVII. O museu é constituído de uma pequena fazenda, que é administrada pelas Irmãs da Congregação de Notre-Dame há 300 anos.

## História
O local onde hoje se encontra o museu Maison Saint-Gabriel, inicialmente era uma fazenda que tinha como objetivo alimentar a Congregação Notre Dame de Montreal. As terras pertenciam a Marguerite Bourgeoys que as recebeu de paul Choedey de Maisonneuve em 1662. No local eram plantados diversos alimentos como milho, trigo e abóbora.
Em 1668, Marguerite ampliou sua terra e comprou a propriedade do lado, onde havia uma casa e um celeiro, mais tarde, esta se tornou a Maison Saint-Gabriel.

## Acervo
O museu possui mais de 15 mil artefatos, entre eles estão objetos domésticos, roupas, móveis, ferramentas, meios de comunicação, entre outros equipamentos que mostram uma típica vida do século XVII. Além disso, o espaço também conta com atores que ajudam a compor a atmosfera bucólica. A coleção recria a vida rural na França.